# Eleccions a l'Assamblea Nacional Constituent de Veneçuela de 2017
L'elecció de l'Assemblea Nacional Constituent de Veneçuela de 2017 es realitzarà el 30 de juliol de 2017, per tal d'escollir els membres de l'assemblea que redactarà una nova Constitució de la República Bolivariana de Veneçuela.

## Data
Segons el decret Nº 2830 signat pel president Nicolás Maduro i el Consell de Ministres, els integrants de l'Assemblea Nacional Constituent seran elegits per votació universal, directa i secreta (article 2), territorialment i sectorial, sota el control del Consell Nacional Electoral.
El CNE va proposar com a data de les eleccions a l'Assemblea Nacional Constituent el 30 de juliol. El 4 de juny, la presidenta, Tibisay Lucena, va informar que s'havien inscrit 18.976 candidatures per a les eleccions territorials i 35.438 per a les eleccions sectorials, en que s'escollirien 364 i 173 representants respectivament, a més de 8 representants indígenes, que en total sumarien 545 constituents.
El 7 de juny l'òrgan electoral va informar que van ser incorporar modificacions a les bases comicials que dictamina que els acords resultants de les deliberacions de l'ANC seran sotmeses a consulta popular a través d'un referèndum.

## Resultats
La presidenta del Consell Nacional Electoral, Tibisay Lucena, va anunciar el mateix dia de l'elecció que fins a 8.089.320 de persones van acudir a les urnes, amb una participació del 41,53% del padró electoral, d'uns 19,4 milions d'electors.
En total es van escollir 537 dels 545 diputats a l'Assemblea Nacional Constituent. Segons el CNE es van habilitar més de 24.000 meses en uns 14.500 centres electorals al llarg de tot el país.

## Opinió pública
La majoria de les enquestes preveuen una alta abstenció assegurant que respon al rebuig social de la convocatòria i alegant pretensions del govern d'utilitzar-la per alterar els resultats de les anteriors eleccions legislatives. Cal destacar que l'enquesta d'Hinterlaces pertany al candidat a les eleccions Oscar Schemel.
| Dates                | Enquestadora                                     | Mostra | Suport | Rebuig | Indecís | Diferència |
| -------------------- | ------------------------------------------------ | ------ | ------ | ------ | ------- | ---------- |
| 28 de juliol         | Datanalisis                                      | 1.000  | 20,4 % | 72,7 % | 3,8 %   | 52,3 %     |
| 7-12 de juliol       | Datanalisis                                      | 500    | 24,7 % | 66,5 % | 4,1 %   | 41,8 %     |
| 6-11 de juliol       | Hercon Arxivat 2020-09-10 a Wayback Machine.     | 1.200  | 13,0 % | 82,5 % | 4,4 %   | 69,5 %     |
| 30 de juny           | Pronóstico Arxivat 2017-07-28 a Wayback Machine. | -      | 6,6 %  | 93,3 % | N/A     | 86,7 %     |
| 22 de juny           | Meganalisis                                      | -      | 12,8 % | 80,4 % | 6,7 %   | 67,6 %     |
| 22 de juny           | Datanalisis                                      | 1.000  | 23,2 % | 66,9 % | 9,9 %   | 43,7 %     |
| 19 de juny           | Ceca                                             | 1.579  | 19 %   | 81 %   | N/A     | 62 %       |
| 7-9 de juny          | Pronóstico                                       | 800    | 14 %   | 86 %   | N/A     | 72 %       |
| 29 de maig–4 de juny | Datanalisis                                      | 320    | 27 %   | 69,1 % | 2,2 %   | 42,1 %     |
| 10–25 de maig        | Hercon Arxivat 2020-09-10 a Wayback Machine.     | 1.200  | 12.3 % | 79,9 % | 7,7 %   | 67,6 %     |
| 10-24 de maig        | Hinterlaces                                      | 1.580  | 54 %   | 44 %   | 2 %     | 10 %       |
| 10–17 de maig        | UCV Arxivat 2020-09-10 a Wayback Machine.        | 1.200  | 9%     | 86%    | 5%      | 77%        |
| 8 de maig            | Datincorp Arxivat 2020-09-10 a Wayback Machine.  | 1.199  | 21 %   | 73 %   | 5 %     | 52 %       |
| 8 de maig            | ICS Arxivat 2017-06-11 a Wayback Machine.        | 1.300  | 54,2 % | 31,2 % | 14,6 %  | 23 %       |
| 5 de maig            | MORE Consulting                                  | 1.000  | 25,5 % | 68,8 % | 5 %     | 43,3 %     |

## Controvèrsies
Segons la Mesa de la Unitat Democràtica (MUD), que agrupa als partits de dretes de l'oposició chavista, la participació va ser de 2.483.073, aproximadament un 12% del padró electoral. És per això que la MUD va catalogar les eleccions de "frau electoral". Segons Julio Borges, president de l'Assemblea Nacional i cofundador del partit dretà Primer Justícia, haurien participat uns 3 milions de veneçolanes i veneçolans.
Pel que fa als sondejos a peu d'urna, les empreses Ratio-Ucab, Delphos i Torino Capital afirmen que durant les eleccions, van participar entre 2,2 milions de persones i 3,6. L'agència de notícies Reuters va reportar 3.720.465 de vots.

### Presunta manipulació de dades segons Smartmatic
Durant una conferència de premsa des de Londres, Antonio Mugica, director de Smartmatic (empresa proveïdora de les màquines de votació a Veneçuela), va assenyalar que les dades anunciades per la CNE van ser manipulades i que havien participat menys votants dels que anunciaven les xifres oficials. La diferència estimada, sempre segons Mugica, seria d'almenys 1 milió de vots, emfatitzant que les dades comptabilitzades i les oficials no quadraven.
Tibisay Lucena, presidenta del CNE, va declarar a la premsa local que «aquestes declaracions van ser emeses en un context d'agressió permanent, iniciat des de feia dues setmanes contra el poder electoral veneçolà, que inclou la sanció per part del govern americà a la meva persona pel sol fet d'organitzar una elecció universal, directa i secreta, on estaven habilitats per votar tots els veneçolans i veneçolanes inscrits en el Registre Electoral».

### Observadors internacionals
Pel que fa als observadors internacionals, Vicent Garcés, diputat a les Corts Valencianes i eurodiputat pel PSOE, present durant tot el procés electoral a Veneçuela, va sentenciar que es va celebrar amb "absoluta pulcritud", assenyalant que "l'oposició veneçolana acusa de frau als comicis però dos anys enrere recolzava els resultats que li donaven la victòria al parlament veneçolà". De la mateixa manera, Garcés assenyala que les eleccions van celebrar-se en alguns barris, humils i chavistes, amb "absoluta normalitat", però en canvi, en els barris "rics, es bloquejaven i boicotejaven els accessos". Finalment afegeix que a "Veneçuela hi ha hagut 21 processos electorals fins al moment i en cap s'ha pogut aportar cap prova de frau".